# Liste der Baudenkmäler in Sonderhofen
Auf dieser Seite sind die Baudenkmäler in der unterfränkischen Gemeinde Sonderhofen zusammengestellt. Diese Tabelle ist eine Teilliste der Liste der Baudenkmäler in Bayern. Grundlage ist die Bayerische Denkmalliste, die auf Basis des Bayerischen Denkmalschutzgesetzes vom 1. Oktober 1973 erstmals erstellt wurde und seither durch das Bayerische Landesamt für Denkmalpflege geführt wird. Die folgenden Angaben ersetzen nicht die rechtsverbindliche Auskunft der Denkmalschutzbehörde.
 Diese Liste gibt den Fortschreibungsstand vom 8. Mai 2020 wieder und enthält 49 Baudenkmäler.

## Baudenkmäler nach Gemeindeteilen

### Sonderhofen
| Lage                                                                               | Objekt                                      | Beschreibung | Akten-Nr.     | Bild           |
| ---------------------------------------------------------------------------------- | ------------------------------------------- | --- | ------------- | -------------- |
| Bachgasse 2 (Standort)                                                             | St. Nepomuk-Statue                          | barocke Skulptur des Hl. Johannes Nepomuk auf hohem Postament, Sandstein, 18. Jahrhundert | D-6-79-188-1  | weitere Bilder |
| Bahnhofstraße 17 (Standort)                                                        | Bildstock                                   | Figur der Maria Immaculata auf kanneliertem Pfeiler, 1965, über altem Tischsockel, 18./19. Jahrhundert | D-6-79-188-19 | BW             |
| an der Straße nach Ochsenfurt                                                      | Bildstock                                   | Doppelrelief Christophorus und Vierzehn Nothelfer/Hl. Familie, 1894; nicht nachqualifiziert, im Bayerischen Denkmal-Atlas nicht kartiert | D-6-79-188-18 | BW             |
| Breiter Wasen (Standort)                                                           | Bildstockaufsatz                            | mit Pietà-Relief, auf Pfeiler mit Relief des Hl. Heinrich, Sandstein, um 1900, auf erneuertem Sockel, bezeichnet 1994 | D-6-79-188-46 | BW             |
| Nähe Gelchsheimer Straße (Standort)                                                | Bildstock                                   | rundbogiger Reliefaufsatz mit Kreuzigungsszene, auf Pfeiler mit Stiftungsinschrift über Sockel, Sandstein, bezeichnet 1642 | D-6-79-188-14 | BW             |
| Nähe Gelchsheimer Straße (Standort)                                                | Kreuzschlepper                              | Figur des kreuztragenden Christus auf Knien, auf hohem Postament mit Inschriftenkartusche mit Fegefeuerrelief, Sandstein, bezeichnet 1766 | D-6-79-188-21 | BW             |
| Nähe Gelchsheimer Straße (Standort)                                                | Wegkapelle Sankt Matthias                   | kleiner Massivbau mit Walmdach, 1752; mit Ausstattung | D-6-79-188-13 | BW             |
| Nähe Hauptstraße (Standort)                                                        | Sühnekreuze                                 | drei grobe gehauene Sandsteinkreuze, mit Ritzzeichnungen von Schwert, Kruzifix und Inschrift, spätmittelalterlich, das nordöstliche bezeichnet 1640 | D-6-79-188-44 | weitere Bilder |
| Hauptstraße 2 (Standort)                                                           | Ehemaliger Pfarrhof: ehemaliges Pfarrhaus   | zweigeschossiger, verputzter Mansardwalmdachbau mit Eckquaderung, 1766 | D-6-79-188-2  | weitere Bilder |
| Hauptstraße 2 (Standort)                                                           | Ehemaliger Pfarrhof: ehemalige Zehntscheune | Bruchsteinmauerwerksbau mit Satteldach, 17./18. Jahrhundert | D-6-79-188-2  | weitere Bilder |
| Hauptstraße 2 (Standort)                                                           | Ehemaliger Pfarrhof: Hoftoranlage           | mit Rundbogentor und separater Pforte, gleichzeitig | D-6-79-188-2  | weitere Bilder |
| Hauptstraße 2 (Standort)                                                           | Ehemaliger Pfarrhof: Einfriedung            | Hausteinmauerwerk, gleichzeitig | D-6-79-188-2  | weitere Bilder |
| Hauptstraße 4 (Standort)                                                           | Kath. Pfarrkirche St. Johannes d. Täufer    | Saalbau mit eingezogenem Chor und Chorflankenturm mit Welscher Haube, Langhaus mit aufwendiger Rokokofassade neu errichtet nach Plänen von Johann Michael Fischer, unter Verwendung des alten Langhauses als Chor, 1757–70, 1779 Einsturz des Turmes und Beschädigung des Chores, danach Chorwiederaufbau, Turmneubau, 1841–42; mit Ausstattung | D-6-79-188-3  | weitere Bilder |
| Hauptstraße 4 (Standort)                                                           | Freitreppenanlage                           | | D-6-79-188-3  | weitere Bilder |
| Hauptstraße 4, in der Freitreppenanlage (Standort)                                 | Ölberggruppe                                | mit Figuren von 1867 | D-6-79-188-3  | weitere Bilder |
| Hauptstraße 4 (Standort)                                                           | Friedhof                                    | im Kernbereich Anlage des 18. Jahrhunderts mit nördlicher Friedhofserweiterung nach 1825, mit Grabmälern der 1920/30er Jahre | D-6-79-188-3  | weitere Bilder |
| Hauptstraße 4 (Standort)                                                           | Reste der Friedhofsmauer                    | Hausteinmauerwerk, wohl 18. Jahrhundert | D-6-79-188-3  | weitere Bilder |
| Hauptstraße 4 (Standort)                                                           | Sandsteinkruzifix                           | 1905 | D-6-79-188-3  | weitere Bilder |
| Hauptstraße 4 (Standort)                                                           | Friedhofskreuz                              | Kruzifix auf Tischsockel, darauf Schmerzensmutter, Sandstein, bezeichnet 1861 | D-6-79-188-3  | weitere Bilder |
| Hauptstraße 13 (Standort)                                                          | Hausfigur                                   | Pietà, wohl um 1700 | D-6-79-188-5  | BW             |
| Hinter der Kirche (Standort)                                                       | Bildstock                                   | baldachinbekrönter Reliefaufsatz mit Hl. Familie, auf Pfeiler mit Heiligenreliefs über Tischsockel, Sandstein, spätes 18. Jahrhundert | D-6-79-188-20 | weitere Bilder |
| Kirchgasse (Standort)                                                              | Bildstock                                   | Figur des Erzengels Michael, auf Pfeiler mit Stiftungsinschrift, Sandstein, bezeichnet 1722 | D-6-79-188-4  | weitere Bilder |
| Kirchgasse (Standort)                                                              | Mariensäule                                 | Madonnenfigur auf romanisierender Säule, Zinkguss, Sandstein, um 1860/70 | D-6-79-188-7  | weitere Bilder |
| Kirchgasse 1 (Standort)                                                            | Bildstock                                   | giebelbedachter Reliefaufsatz mit Madonna und 14. Nothelfer, auf Pfeiler mit Heiligenreliefs, über Tischsockel, um 1890 | D-6-79-188-9  | weitere Bilder |
| Kirchgasse 11 (Standort)                                                           | Wohngebäude                                 | zweigeschossiger, verputzter Krüppelwalmdachbau mit Fachwerkobergeschoss, 18. Jh. / 1. Viertel 19. Jahrhundert | D-6-79-188-10 | weitere Bilder |
| Kreisstraße WÜ 43, an der Straße nach Gelchsheim, ca. 1 km außerhalb (Standort)    | Wegkreuz                                    | Kruzifix auf gebauchtem Tischsockel, darauf Schmerzensmutter, Figuren erneuert, Kunststein, bezeichnet 1959, Sockel, Sandstein, bezeichnet 1853 | D-6-79-188-22 | BW             |
| Loch, an der Straße nach Ochsenfurt, bei der Abzweigung nach Bolzhausen (Standort) | Bildstock                                   | Reliefaufsatz mit Kreuzigungsszene, auf Pfeiler über erneuertem Sockel, Sandstein, bez 1625 | D-6-79-188-17 | weitere Bilder |
| Oberhofer Straße 11; am Werkstattgebäude                                           | Bildstockobertei                            | l mit Pietà, 17. Jahrhundert; nicht nachqualifiziert, im Bayerischen Denkmal-Atlas nicht kartiert | D-6-79-188-11 | BW             |
| Schmalenbach, Störchlein Ost, an der Bahnbrücke (Standort)                         | Bildstock                                   | bekrönter Reliefaufsatz mit Gekreuzigtem, flankiert von Engeln mit den Arma Christi, auf Pfeiler über Sockel, Rokoko, Sandstein, 2. Hälfte 18. Jahrhundert | D-6-79-188-45 | weitere Bilder |
| Sportplatzstraße 4 (Standort)                                                      | Bildstock                                   | Aufsatz mit Pietàrelief auf Pfeiler über gebauchtem Sockel, bezeichnet 1823 | D-6-79-188-12 | weitere Bilder |
| Stöckleinstraße (Standort)                                                         | Kruzifix                                    | Kreuz mit Korpus auf gebauchtem Postament, darauf Figur der Schmerzensmutter, Sandstein, mit kleiner Treppenanlage, bezeichnet 1830 | D-6-79-188-8  | weitere Bilder |
| Stöckleinstraße 8, 8 a (Standort)                                                  | Bildstock                                   | Reliefaufsatz mit Hl. Familie, auf Pfeiler über Tischsockel, neugotisch, Sandstein, bezeichnet 1872 | D-6-79-188-15 | weitere Bilder |
| Störchleinstraße 1 (Standort)                                                      | Bildstock                                   | Aufsatz mit Madonnenrelief auf Pfeiler über Tischsockel, Sandstein, bez. 1889 | D-6-79-188-53 | weitere Bilder |
| Störchleinstraße 2 (Standort)                                                      | Sogenannter Blitzschlag-Bildstock           | Aufsatz mit Pietà in Rundbogennische über Inschriftenpfeiler, Sandstein, bez. 1905 | D-6-79-188-54 | weitere Bilder |
| Kr WÜ 43; Madel ()                                                                 | Bildstock                                   | Pfeiler mit Heiligendarstellung über Sockel, baldachinbekrönter Reliefaufsatz mit Marienkrönung und Schriftband, Abschluss mit Kreuz, Sandstein, 18. Jh. | D-6-79-188-57 |                |

### Bolzhausen
| Lage                                                       | Objekt                                    | Beschreibung | Akten-Nr.     | Bild           |
| ---------------------------------------------------------- | ----------------------------------------- | --- | ------------- | -------------- |
| Alleestraße 17 (Standort)                                  | Kreuzschlepper                            | Figur des kreuztragenden Christus auf Knien, Sockel mit Pietàrelief flankiert von Engeln, Sandstein, 18. Jahrhundert                                              | D-6-79-188-24 | weitere Bilder |
| Nähe Brunnenstraße (Standort)                              | Bildstock                                 | baldachinbekrönter Reliefaufsatz mit Hl. Familie, auf Pfeiler mit Stiftungsinschrift, über Sockel, Sandstein, bezeichnet 1763                                     | D-6-79-188-26 | weitere Bilder |
| Brunnenstraße (Standort)                                   | Bildstock                                 | über Sockel Pfeiler mit Reliefaufsatz der Kreuzigungsgruppe sowie Engel mit ausgebreitetem Grabtuch mit dem Antlitz Jesu, Abschluss mit Kreuz, Sandstein, 18. Jh. | D-6-79-188-56 | weitere Bilder |
| Brückenstraße 3 (Standort)                                 | Heiligenfigur                             | Skulptur des sitzenden Ecce Homo auf Postament mit Inschriftenkartusche, Sandstein, bezeichnet 1755, von Conrad Ludwig Gallus Hermes                              | D-6-79-188-25 | weitere Bilder |
| Brückenstraße 5 (Standort)                                 | Ehemaliger Pfarrhof: ehemaliges Pfarrhaus | zweigeschossiger Halbwalmdachbau mit verputztem Fachwerkobergeschoss, um 1800                                                                                     | D-6-79-188-48 | weitere Bilder |
| Brückenstraße 5 (Standort)                                 | Ehemaliger Pfarrhof: Nebengebäude         | Fachwerkbau auf hohem Bruchsteinsockel mit Satteldach, 18./19. Jahrhundert                                                                                        | D-6-79-188-48 | weitere Bilder |
| Brückenstraße 5 (Standort)                                 | Ehemaliger Pfarrhof: Hofpforte mit Pietà  | Sandstein, 18. Jahrhundert | D-6-79-188-48 | BW             |
| Brunnenstraße 5, südlich vor dem Ort an Feldweg (Standort) | Bildstock                                 | baldachinbekrönter Reliefaufsatz mit 14. Nothelfern, auf Pfeiler mit Heiligenreliefs, über Sockel, Sandstein, bezeichnet 1855                                     | D-6-79-188-27 | weitere Bilder |
| Gelchsheimer Pfad, Gelchsheimer Straße (Standort)          | Bildstock                                 | giebelbedachter Reliefaufsatz mit Gekreuzigtem auf breitem Pfeiler mit Stiftungsinschrift, Kunststein, bezeichnet 1908                                            | D-6-79-188-30 | BW             |
| Henkershäuschen (Standort)                                 | Bildstock                                 | rundbogiger Nischenaufsatz mit Madonnenrelief, auf Pfeiler über Postament, Kunststein, 1929                                                                       | D-6-79-188-28 | BW             |
| Kreuzäcker, zwischen Bolzhausen und Hopferstadt (Standort) | Kreuzigungsgruppe                         | Kruzifix flankiert von Maria und Hl. Johannes auf dreiteiligem Postament, gotisierend, Sandstein, bezeichnet 1874                                                 | D-6-79-188-29 | BW             |
| Schulstraße 1 (Standort)                                   | Katholische Pfarrkirche St. Andreas       | Wallfahrtskirche, Saalbau mit eingezogenem Chor und Chorturm mit Spitzhelm, Tum im Kern mittelalterlich, Chor von 1614, Langhaus von 1730; mit Ausstattung        | D-6-79-188-23 | weitere Bilder |
| Nähe Brunnenstraße (Standort)                              | Ehemaliger Friedhof                       | mit Resten der alten Friedhofsmauer, Bruchsteinmauerwerk, 17./18. Jahrhundert                                                                                     | D-6-79-188-23 | weitere Bilder |
| Schulstraße 1 (Standort)                                   | Sandsteinkruzifixus                       | 2. Hälfte 19. Jh. | D-6-79-188-23 | weitere Bilder |
| Nähe Brunnenstraße (Standort)                              | Grabstein                                 | Relief des Gekreuzigten in Nische, darunter drei Heilige, gegenüber des Westeingangs, Sandstein, um 1800                                                          | D-6-79-188-23 | weitere Bilder |

### Sächsenheim
| Lage                                                             | Objekt                                     | Beschreibung | Akten-Nr.     | Bild           |
| ---------------------------------------------------------------- | ------------------------------------------ | --- | ------------- | -------------- |
| Birkenstraße 4 (Standort)                                        | Wohngebäude                                | zweigeschossiger Hausteinmauerwerksbau mit Krüppelwalm, 1830 | D-6-79-188-31 | weitere Bilder |
| Birkenstraße 4 (Standort)                                        | Bildstock                                  | Aufsatz mit Relieftafel der 14 Nothelfer, auf Pfeiler über Tischsockel mit Inschrift, Sandstein, bezeichnet 1908 nach Vorbild des 18. Jahrhunderts                                | D-6-79-188-32 | weitere Bilder |
| Birkenstraße 5 (Standort)                                        | Katholische Pfarrkirche St. Peter und Paul | Saalbau mit eingezogenem Chor und Dachreiter mit Glockendach, 1741; mit Ausstattung; auf Terrasse mit kleiner Treppe, Bruchsteinmauerwerk, 18./19. Jahrhundert                    | D-6-79-188-33 | weitere Bilder |
| Brechhütte (Standort)                                            | Wegkreuz                                   | Kruzifix auf Tischsockel mit Inschriftenfeld, darauf Schmerzensmutter, Sandstein, bezeichnet 1842                                                                                 | D-6-79-188-37 | BW             |
| Erlenbruch (Standort)                                            | Wegkapelle                                 | kleiner Hausteinmauerwerksbau mit Krüppelwalmdach, 18. /19. Jahrhundert, darin Pietà-Figur, 18. Jahrhundert                                                                       | D-6-79-188-40 | weitere Bilder |
| Lindenstraße (Standort)                                          | Bildstock                                  | Sockel mit Inschrift, rechteckiger Schaft mit Hochrelief des Hl. Georg und Aufsatz mit Relief der Hl. Muttergottes mit Kind, späthistoristisch, bez. 1913, erneuert 1958 und 2020 | D-6-79-188-55 | weitere Bilder |
| Nähe Sonderhofer Straße, am Ortsausgang Richtung B 19 (Standort) | Bildstock                                  | Reliefaufsatz mit Kreuzigungsszene und Kreuzbekrönung, auf Pfeiler mit Stiftungsinschrift, Sandstein, bezeichnet 1674                                                             | D-6-79-188-41 | weitere Bilder |
| Nähe Sonderhofer Straße (Standort)                               | Friedhofskreuz                             | Kruzifix auf Tischsockel mit Inschrift, Metallkorpus, Mitte 19. Jahrhundert | D-6-79-188-36 | weitere Bilder |
| Nähe Sonderhofer Straße; Sonderhofer Straße (Standort)           | Bildstock                                  | Reliefaufsatz mit Kreuzigungsszene auf Pfeiler über gebauchtem Sockel, Sandstein, bezeichnet 1624                                                                                 | D-6-79-188-42 | weitere Bilder |
| Riedenheimer Weg; am Ortsausgang Richtung B 19 (Standort)        | Mariensäule                                | Madonnenskulptur auf kannelierter Säule über hohem Tischsockel mit Inschriftentafel, bezeichnet 1895                                                                              | D-6-79-188-39 | weitere Bilder |
| Wiesengrund (Standort)                                           | Bildstock                                  | baldachinbekrönter Reliefaufsatz mit Kreuzigung, auf Pfeiler mit Heiligenreliefs über Tischsockel, Sandstein, um 1800                                                             | D-6-79-188-47 | BW             |
| Hirtengarten ()                                                  | Bildstock                                  | mit Kreuzigungsrelief, 18. Jh., renoviert 1963; westlich, am Ortsrand; nicht nachqualifiziert, im Bayerischen Denkmal-Atlas nicht kartiert                                        | D-6-79-188-38 |                |

### Wiesenmühle
| Lage                          | Objekt       | Beschreibung | Akten-Nr.     | Bild |
| ----------------------------- | ------------ | --- | ------------- | ---- |
| Lehmtal, Mühläcker (Standort) | Bildhäuschen | mit Bronzerelief in Nische, darunter Inschriftentafel mit Stiftungsinschrift zum Gedenken an die letzte Prozession des Guten Hirten Martin Deppisch, bezeichnet 1926 | D-6-79-188-16 | BW   |

## Ehemalige Baudenkmäler
In diesem Abschnitt sind Objekte aufgeführt, die früher einmal in der Denkmalliste eingetragen waren, jetzt aber nicht mehr. Objekte, die in anderem Zusammenhang – also z. B. als Teil eines Baudenkmals – weiter eingetragen sind, sollen hier nicht aufgeführt werden. Aktennummern in diesem Abschnitt sind ehemalige, jetzt nicht mehr gültige Aktennummern.

| Lage                       | Objekt           | Beschreibung                                                        | Akten-Nr.     | Bild |
| -------------------------- | ---------------- | ------------------------------------------------------------------- | ------------- | ---- |
| Sonderhofen Hauptstraße 23 | Ehemalige Schule | zweigeschossiger, verputzter Satteldachbau, im Kern 17. Jahrhundert | D-6-79-188-6  | BW   |
| Sächsenheim Rosenstraße 6  | Hausfigur        | Madonna, 2. Hälfte 18. Jahrhundert                                  | D-6-79-188-34 | BW   |

## Abgegangene Baudenkmäler
In diesem Abschnitt sind Objekte aufgeführt, die früher einmal in der Denkmalliste eingetragen waren, jetzt aber nicht mehr existieren, z. B. weil sie abgebrochen wurden. Aktennummern in diesem Abschnitt sind ehemalige, jetzt nicht mehr gültige Aktennummern.

| Lage | Objekt           | Beschreibung                                   | Akten-Nr.     | Bild |
| --- | ---------------- | ---------------------------------------------- | ------------- | ---- |
| Sächsenheim Sonderhofer Straße 3 (Standort)                                                                    | Bildstockaufsatz | Kreuzigung, 17. Jahrhundert; in der Giebelwand | D-6-79-188-35 | BW   |
| Sächsenheim Wiesengrund; an der Straße nach Sonderhofen, Wirtschaftsweg ca. 2 km außerhalb des Orts (Standort) | Bildstock        | Reliefaufsatz mit Maria, 1899 (?)              | D-6-79-188-43 | BW   |